# Felice Bonetto
Felice Bonetto (Manerbio, 1903. június 9. – Silao, Mexikó, 1953. november 21.) olasz autóversenyző.

## Pályafutása
Bonetto az 1930-as években kezdett el versenyezni. Nagyon fiatalon kezdett versenyezni motorkerékpárral. Már majdnem harmincéves volt, amikor először indult autóversenyen. Bátor vezetési stílusával hamar felhívta magára a figyelmet, így 1933-ban már Nagydíj-versenyen, az olaszországi Monzában indulhatott egy Alfa Romeóval. És bár nem vallott szégyent, igazán a hosszú távú, főként országúti viadalokon érezte magát elemében. A második világháború után Cisitaliával és Ferrarival autózott, amivel 1949-ben második lett a Mille Miglián.
A Formula–1-ben 1950-től versenyzett. Kezdetben a Scuderia Milano csapat pilótája volt, ahol egy Maseratival debütált az 1950-es Svájci Nagydíjon, Bremgartenben ötödikként végezve. Még egy versenyen, Franciaországban indult, de motorhiba feladta a viadalt. A következő évre a visszavonult Luigi Fagioli helyére az Alfa Romeóhoz került, és Olaszországban harmadik lett Giuseppe Farinával. Négy futamból amelyen elindult, háromszor pontszerző helyen intették le. Az év végi összesítésben nyolcadik lett, amely Formula–1-es pályafutása legjobb helyezése maradt.
1952 és 1953 között a Maserati csapatnál versenyzett, amelynek színeiben az 1953-as holland nagydíjon még egy harmadik helyezést szerzett. Az 1952-es év mégis tartogatott számára egy hatalmas sikert, mivel a Szicília hegyi útjain rendezett 576 kilométeres Targa Florión diadalmaskodni tudott. 1953-ban a Mille Miglián harmadik lett, és a győzelem reményében indult a tengerentúlra, hogy részt vegyen a Mexikó közútjain rendezett, rendkívül nehéz és veszélyes Carrera Panamericana elnevezésű hosszútávú versenyen.

## Halála
1953. november 21-én részt vett a mexikói Silaóban megrendezett Carrera Panamericana sportautó versenyen. A száguldás tragikus véget ért, amikor Lanciájával az utat elhagyva egy villanypóznának hajtott.

## Eredményei

### Teljes Formula–1-es eredménysorozata
(Táblázat értelmezése)

(Félkövér: pole-pozícióból indult; dőlt: leggyorsabb kört futott) 

| Év   | Csapat          | 1      | 2   | 3     | 4     | 5      | 6       | 7      | 8     | 9      | Helyezés | Pont |
| ---- | --------------- | ------ | --- | ----- | ----- | ------ | ------- | ------ | ----- | ------ | -------- | ---- |
| 1950 | Scuderia Milano | GBR    | MON | 500   | SUI 5 | BEL    | FRA Ki  | ITA Ni |       |        | 19.      | 2    |
| 1951 | Alfa Romeo      | SUI    | 500 | BEL   | FRA   | GBR 4  | GER Ki  | ITA 3* | ESP 5 |        | 8.       | 7    |
| 1952 | Maserati        | SUI    | 500 | BEL   | FRA   | GBR    | GER Kiz | NED    | ITA 5 |        | 16.      | 2    |
| 1953 | Maserati        | ARG Ki | 500 | NED 3 | BEL   | FRA Ki | GBR 6   | GER 4  | SUI 4 | ITA Ki | 9.       | 6.5  |

* A helyezést Giuseppe Farinával közösen kapta.

## Külső hivatkozások
- Profilja a grandprix.com honlapon (angolul)
- Profilja a statsf1.com honlapon (angolul)